# 伯恩哈德王子 (利珀)
利珀的伯恩哈德（英語：Bernhard Kasimir Friedrich Gustav Heinrich Wilhelm Eduard，1872年8月26日—1934年3月19日），利珀末代親王利奧波德四世的弟弟，荷蘭親王伯恩哈德的父親。

## 生平
利珀的伯恩哈德亲王1872年8月26日出生于上卡塞尔，原名利珀-比斯特费尔德（Lippe-Biesterfeld）伯爵，是利珀公国摄政恩斯特二世（1897–1904）的第二个儿子。他是利珀亲王利奥波德四世的弟弟，利奥波德四世于1905年继位为利珀亲王。他追求军人生涯，加入普鲁士军队服役，并获得少校军衔。
利珀-比斯特费尔德家族自1770年以来一直住在波恩的上卡塞尔，当时腓特烈·威廉伯爵（1737-1803年）与伊丽莎白·约翰娜，埃德尔·冯·迈纳茨哈根（1752-1811年）结婚，后者继承了上卡塞尔的一座小庄园，这对夫妇1770年从比斯特费尔德迁出，在接下来的209年里这里成为了这个家庭的住所。据说贝多芬是这对夫妇孩子的钢琴老师。比斯特费尔德的庄园和农场在1820年左右被拆除。伯恩哈德王子获得了位于勃兰登堡省东部雷肯瓦尔德（Reckenwalde，今波蘭沃伊诺沃/Wojnowo）的城堡，後他的孩子们在那里长大。

## 家庭
1909年，伯恩哈德與雅姆加德·馮·克拉姆結婚，兩人共有兩個兒子：
1. 伯恩哈德（1911年—2004年），荷蘭王夫
2. 艾斯奇溫（英语：Prince Aschwin of Lippe-Biesterfeld）（1914年—1988年）